# Gewog di Senghe
Il gewog di Senghe è uno dei dodici raggruppamenti di villaggi del distretto di Sarpang, nella regione Meridionale, in Bhutan.